# Thrixspermum congestum
Thrixspermum congestum är en orkidéart som först beskrevs av Frederick Manson Bailey, och fick sitt nu gällande namn av Alick William Dockrill. Thrixspermum congestum ingår i släktet Thrixspermum och familjen orkidéer. Inga underarter finns listade i Catalogue of Life.